# Ортолф фон Тойфенбах
Ортолф фон Тойфенбах (на немски: Ortolf von Teuffenbach; † 1367) е благородник от род Тойфенбах в Щирия, Австрия.

## Произход
Той е син на рицар Ернст фон Тойфенбах (1287 – 1312) и съпругата му Маргарета. Потомък е на Ортолф (1080).
Тойфенбахите са министериали на херцозите на Каринтия и Щирия. Резиденцията на фамилията от 12 до средата на 17 век е замък Тойфенбах, който след това (1652) е разделен на „Стар- и Нов-Тойфенбах“.

## Фамилия
Ортолф фон Тойфенбах се жени за Елизабет фон Вайсбриах, дъщеря на Хайнрих фон Вайсбриах. Те имат един син:
- Кристоф фон Тойфенбах (1342 – 1384), женен за Кунигунда Галер, дъщеря на Отокар Галер-Масвег и Кунигунда фон Кайнах; имат син и дъщеря